# ياسين سراج الدين
ياسين سراج الدين (1 يناير 1920 - 18 يناير 2005) هو سياسي مصري، وآخر قيادات حزب الوفد الذي كان لها دور فاعل في الحياة السياسية المصرية قبل ثورة 1952 وبعدها، فكان عضوا بمجلس النواب المصري وترأس اللجنة التشريعية فيه وظل ملازما لشقيقه فؤاد سراج الدين الرئيس السابق لحزب الوفد. توفي عن عمر يناهز 85 عاما يوم الثلاثاء الموافق 18 من يناير 2005.

## حياته

### طفولته ونشأته
ولد في كفر الجرايدة بمركز بيلا بمحافظة كفر الشيخ سنة 1910، عاش ياسين سراج الدين طفولة مرفهة وتفوق في الأنشطة الثقافية والاجتماعية والرياضية وهو في المرحلة الابتدائية، ثم توفى والده سراج شاهين بمرض السرطان وتسلم راية الأسرة فؤاد باشا، ليتولى أمر الأسرة كلها، واضطر للتخلى عن منصبه كوكيل للنائب العام وكانت العلاقة بين ياسين وشقيقه الأكبر فؤاد علاقة أبوية.
وغادر ياسين مدرسة المنيرة الابتدائية ليلتحق بالمدرسة السعيدية الثانوية وبدأ يتشكل وجدانه بحسب الظروف المحيطة به وشارك في المظاهرات الطلابية والحركات الوطنية التي رفضت سيطرة واستعمار الإنجليز لمصر وكان المسئولون بالمدرسة السعيدية يحاولون منع ياسين سراج الدين وزملائه الطلاب من الانضمام للمظاهرات الطلابية.
لكن المحاولات باءت بالفشل، وشارك ياسين وزملاؤه في المظاهرات الطلابية ضد الاستعمار الإنجليزى وفصل من المدرسة وانزعجت والدته نبيهة هانم بدراوى وثارت عليه وهددته بحرمانه من المصروف، إلا أنه لم يرتدع وعاد للمشاركة في المظاهرات، فعرضت الأم الأمر على أخيه الأكبر فؤاد الذي حذره من خطورة مايفعل، ولم يسمع ياسين كلام أخيه الأكبر فغضب فؤاد وقرر نقل ياسين من المدرسة السعيدية إلى القسم الداخلي بمدرسة المنصورة الثانوية وحصل على الشهادة الثانوية والتحق بكلية الحقوق وألقى القبض عليه قبل امتحان الليسانس بعدة أشهر بتهمة وجهها له النائب العام وهى قتل أحمد باشا ماهر.

### دراسته العليا
بقى ياسين سراج الدين ثلاثة أشهر في السجن حتى ثبتت براءته ودخل الامتحان وحصل على ليسانس الحقوق عام 45 واصدر جريدة من تمويله الخاص سماها جريدة النداء كانت أسبوعية تصدر كل ثلاثاء أشهر كتابها د.طه حسين ود.مصطفى محمود وأنيس منصور ود.إبراهيم ناجي ود.يوسف إدريس ثم في عام 49 اشترى ترخيص صحيفة صوت الأمة اليومية، وكانت تلك الصحف خير معبر عن طموحات وتطلعات وكفاح المصريين من أجل الحرية والاستقلال.

## مسيرته
وفى عام 1950م دخل مجال السياسة ورشح نفسه في انتخابات البرلمان عن دائرة الزمالك وبولاق أبو العلا والتي فاز بها باكتساح، وأصبح أصغر نائب مجلس النواب وأصغر رئيس للجنة الشئون الخارجية وكان أهم ما نادى به تحت قبة البرلمان هو ضرورة تأميم المرافق الحيوية بالبلاد كما دعا إلى تأميم شركة السكر والتي كانت مملوكة لعبود باشا.
وعقب الثورة تعرض ياسين سراج الدين مثل أغلب قيادات الوفد والأحزاب السياسية إلى المصادرة ووضعت أمواله وممتلكاته تحت الحراسة وتم اعتقاله عام 1965 عندما شارك في جنازة مصطفى النحاس الزعيم التاريخي لحزب الوفد.
شارك ياسين سراج الدين في إعادة تأسيس حزب الوفد الجديد وخاض انتخابات البرلمان وفاز بعضويته في انتخابات عام 1984 والتي كان فيها الوفد متحالفا مع الأخوان المسلمين.
كما دخل البرلمان مرة أخرى في انتخابات 1995 وشغل منصب رئيس الهيئة البرلمانية للوفد. كما كان نائبا لرئيس الحزب إبان تولّي شقيقه رئاسته. وعقب وفاة شقيقه كانت المؤشرات تضع ياسين سراج الدين ليخلفه في رئاسة الحزب إلا أن اللائحة الداخلية للحزب أعطت الرئاسة المؤقتة للحزب إلى النائب الأول والذي كان يشغله حينذاك الدكتور نعمان جمعة والذي تمكن من الحصول على رئاسة حزب الوفد، بعدها تجمد نشاط ياسين سراج الدين رغم استمراره عضوا في الهيئة العليا لحزب الوفد.
متزوج من الدكتورة ( عواطف سراج الدين ). و لديه ابن و بنت هما ياسين و هبة الله

### آرائه عن الغزو العراقي للكويت
يقول ياسين سراج الدين نائب رئيس حزب الوفد المصري: ان الغزو العراقي للكويت كانت له آثار كبيرة جدا على مختلف المستويات سواء السياسية أو الاقتصادية أو الاجتماعية وان هذه الآثار ما زالت قائمة حتى الآن رغم مرور عشر سنوات على هذه الأزمة ولعل في مقدمة هذه الآثار والكلام لسراج الدين هو موضوع الأسرى الكويتيين لدى السلطات العراقية التي تنكر وجود مثل هؤلاء الأسرى, ويرى سراج الدين ان موضوع الأسرى من أهم العوائق التي تؤجل الاتفاق العربي الكامل والشامل وتؤدي إلى الانقسام داخل هذا الموقف, ويصف سراج الدين موقف المملكة العربية السعودية في هذه الأزمة بأنه موقف سليم اتخذه قادة المملكة في ظل هذه الأزمة التي لم يكن من الممكن فيها اتخاذ الحلول الوسط.